# Arctg2
Az arctg2 függvény az arkusztangens (arctg) egyfajta általánosítása: alkalmas arra, hogy egy síkvektor y és x koordinátáiból – ügyelve a szokásoshoz képest fordított sorrendre – kiszámítsuk a vektor irányszögét (azaz az X-tengellyel bezárt szögét), nulla és 2π (vagy -π és π) között. Angol rövidítése: arctan2 vagy atan2.

## Definíció
Az arctg2 függvény minden valós (y,x) értékpárra értelmezve van, kivéve a (0,0)-t, mivel a nullvektor irányszöge definiálatlan. A gépi megvalósítások általában nullát adnak vissza ebben az esetben.
Az alábbi definíció a (-π,π] tartományra képező változatot adja meg, egy gépi megvalósításra is alkalmas formában (azaz ügyelve arra, hogy az arkusztangenst az x/y és y/x számok közül a kisebb értékre (abszolút értékben) számítsuk ki).
{\displaystyle \operatorname {arctg2} (y,x)={\begin{cases}\operatorname {arctg} (y/x),&{\mbox{ha }}x\geq |y|\\\pi /2-\operatorname {arctg} (x/y),&{\mbox{ha }}y\geq |x|\\\pi +\operatorname {arctg} (y/x),&{\mbox{ha }}x\leq -y\leq 0\\-\pi +\operatorname {arctg} (y/x),&{\mbox{ha }}x\leq y<0\\-\pi /2-\operatorname {arctg} (x/y),&{\mbox{ha }}y\leq -|x|\\\end{cases}}}
Ebből a változatból könnyen megkaphatjuk a [0,2π) tartományra képező változatot, ha a negatív értékekhez hozzáadunk 2π-t:
{\displaystyle \operatorname {arctg2} ^{+}(y,x)={\begin{cases}\operatorname {arctg} (y/x),&{\mbox{ha }}x\geq y\geq 0\\\pi /2-\operatorname {arctg} (x/y),&{\mbox{ha }}y\geq |x|\\\pi +\operatorname {arctg} (y/x),&{\mbox{ha }}x\leq -|y|\\3\pi /2-\operatorname {arctg} (x/y),&{\mbox{ha }}y\leq -|x|\\2\pi +\operatorname {arctg} (y/x),&{\mbox{ha }}x\geq -y>0\\\end{cases}}}

## Azonosságok
{\displaystyle \operatorname {sin} (\operatorname {arctg2} (y,x))=y/{\sqrt {x^{2}+y^{2}}}}
{\displaystyle \operatorname {cos} (\operatorname {arctg2} (y,x))=x/{\sqrt {x^{2}+y^{2}}}}
{\displaystyle \operatorname {arctg2} (ky,kx)=\operatorname {arctg2} (y,x);{\mbox{ha }}k>0}
{\displaystyle \operatorname {arctg2} (ky,kx)=\pi +\operatorname {arctg2} (y,x);{\mbox{ha }}k<0}
{\displaystyle \operatorname {arctg2} (-y,x)=-\operatorname {arctg2} (y,x)}
{\displaystyle \operatorname {arctg2} (y,-x)=\pi -\operatorname {arctg2} (y,x)}
{\displaystyle \operatorname {arctg2} (-y,-x)=-\pi +\operatorname {arctg2} (y,x)}
{\displaystyle \operatorname {arctg2} (x,y)=\pi /2-\operatorname {arctg2} (y,x)}
(A fenti azonosságok a szögfüggvények periodikus volta miatt „2π erejéig” érvényesek.)
{\displaystyle \operatorname {arctg2} (y,x)=2\operatorname {arctg} {\frac {y}{{\sqrt {x^{2}+y^{2}}}+x}}}
(Kizárva az {\displaystyle y=0}, {\displaystyle x\leq 0} esetet.)
{\displaystyle \operatorname {arctg2} (y,x)=2\operatorname {arctg} {\frac {{\sqrt {x^{2}+y^{2}}}-x}{y}}.}
(Kizárva az {\displaystyle y=0} esetet.)

## Deriváltja
{\displaystyle \partial _{y}\operatorname {arctg2} (y,x)=x/(x^{2}+y^{2})}
{\displaystyle \partial _{x}\operatorname {arctg2} (y,x)=-y/(x^{2}+y^{2})}
{\displaystyle \partial _{y}(y\operatorname {arctg2} (y,x)-1/2\ x\ \ln(x^{2}+y^{2}))=\operatorname {arctg2} (y,x)}
{\displaystyle \partial _{x}(x\operatorname {arctg2} (y,x)+1/2\ y\ \ln(x^{2}+y^{2}))=\operatorname {arctg2} (y,x)}